# Pheidochloa
Pheidochloa es un género de plantas herbáceas perteneciente a la familia de las poáceas. Es originario de Australia y Nueva Guinea.

## Especies
- Pheidochloa gracilis
- Pheidochloa vulpioides